# توپ سفید
«توپِ سِفید» یک قطعه موسیقی از ساخته‌های حسن رادمرد با شعری از ابراهیم صفایی است.

## تاریخچه
«توپ سفید» (توپِ سفیدم) از اولین آثار موسیقی کودک در ایران است که برای کودکستان‌ها توسط حسن رادمرد ساخته شده‌است.
این قطعه طی سال‌ها چندین بار تنظیم شده‌است، با این‌حال کم‌تر به نام آهنگساز و شاعر اشاره شده‌است. این ترانه در سال ۱۳۵۹ در آلبوم «ترانه‌های کوچک برای بیداری» که گردآوری مجموعه ترانه‌های کودکستان بود با تنظیم «یوسف شهاب» و صدای هنگامه مفید (هنگامه یاشار) بدون ذکر نام آهنگساز منتشر شد. به گفته هنگامه مفید: «همان موسیقی است که در کودکستان‌ها سینه به سینه خوانده می‌شده‌اند و نشانی از آهنگساز آن‌ها نیست.»
این ترانهٔ کودکانه همچنین در آلبوم «ترانه‌های بیداری» با تنظیم ناصر نظر و صدای هنگامه مفید (هنگامه یاشار) در سال ۱۳۸۲ توسط مؤسسه فرهنگی هنری ماهور منتشر شد.
در سال ۱۳۹۵ آلبوم موسیقی «ترانه‌های دیروز برای کودکان امروز» توسط مؤسسه فرهنگی هنری «نقطه تعریف» با تنظیم «غلامرضا فتحی» برای ارکستر به بازار آمد و نام آهنگساز و شاعر به همراه نُتِ آهنگ این اثر منتشر شد.

## متن شعر
| توپ سفیدم قشنگی و نازی     |  | حالا من می‌خوام برم به بازی     |
| بازی چه خوبه با بچه‌های خوب |  | بازی می‌کنیم با یه دونه توپ     |
| توپ سفیدم قشنگی و نازی     |  | حالا من می‌خوام برم به بازی     |
| بازی چه خوبه با بچه‌های خوب |  | بازی می‌کنیم با یه دونه توپ     |
| چون پرت می‌کنم توپ سفیدم را |  | از جا می‌پره می‌ره تو هوا        |
| قِل قِل می‌خوره تو زمین ورزش  |  | یک و دو و سه و چهار و پنج و شش |